# Chimène Badi
Chimène Badi, właśc. Catherine Badi (ur. 30 października 1982 w Melun) – francuska piosenkarka pochodzenia algierskiego.

## Życiorys
W 2002 zwyciężyła w finale francuskiego programu typu reality show Popstars. W 2003 wydała debiutancki singiel „Entre nous”, z którym znalazła się w czołówce francuskich list przebojów. Utworem zapowiadała swój pierwszy album studyjny o takim samym tytule, który był piątym najlepiej sprzedającym się albumem we Francji w 2003. Od 6 do 27 października 2003 uczestniczyła w trzeciej edycji programu rozrywkowego TF1 Danse avec les stars.
6 grudnia 2018 została ogłoszona jedną z uczestniczek Destination Eurovision, krajowych eliminacji do 64. Konkursu Piosenki Eurowizji, do których zgłosiła się z piosenką „Là-haut”. 26 stycznia 2019 zajęła trzecie miejsce w finale programu, zajmując czwarte miejsce w rankingu jurorów (56 pkt) i drugie miejsce w głosowaniu telewidzów (63 pkt).

## Dyskografia

### Albumy
| Rok  | Album                                                                                                   | Najwyższe pozycje na listach | Najwyższe pozycje na listach | Najwyższe pozycje na listach | Certyfikat              |  |
| Rok  | Album                                                                                                   | FRA                          | BEL (Wal)                    | CHE                          | Certyfikat              |  |
| ---- | --- | ---------------------------- | ---------------------------- | ---------------------------- | ----------------------- |  |
| 2003 | Entre nous - Wydany: 13 marca 2003 - Wytwórnia: AZ, Universal - Format: CD, digital download            | 4                            | 35                           | 10                           | - FRA: 2× złota płyta   |  |
| 2004 | Dis-moi que tu m’aimes - Wydany: 28 sierpnia 2004 - Wytwórnia: AZ - Format: CD, digital download        | 1                            | 2                            | 35                           | - FRA: diamentowa płyta |  |
| 2006 | Live à l’Olympia - Wydany: 2 stycznia 2006 - Wytwórnia: AZ, Universal - Format: CD                      | 2                            | 3                            | 30                           |                         |  |
| 2006 | Le miroir - Wydany: 27 listopada 2006 - Wytwórnia: AZ, Helena - Format: CD                              | 3                            | 8                            | 34                           |                         |  |
| 2010 | Laisse-les dire - Wydany: 13 kwietnia 2010 - Wytwórnia: AZ, Universal - Format: CD                      | 4                            | 3                            | 34                           |                         |  |
| 2011 | Gospel & Soul - Wydany: 21 listopada 2011 - Wytwórnia: AZ - Format: CD                                  | 7                            | 4                            | 42                           |                         |  |
| 2015 | Au-delà des maux - Wydany: 1 kwietnia 2015 - Wytwórnia: Polydor, Capitol - Format: CD, digital download | 6                            | 10                           | 61                           |                         |  |
| 2019 | Chimène - Wydany: 19 kwietnia 2019 - Wytwórnia: Universal Music France - Format: CD, digital download   |                              |                              |                              |                         |  |

### Single
| 2003                         | „Entre nous”                                          | 1   | 4  | 5  | Entre nous             |
| 2003                         | „Je vais te chercher”                                 | 16  | 36 | 43 | Entre nous             |
| 2003                         | „Si j’avais su t’aimer”                               | 21  | –  | 69 | Entre nous             |
| 2004                         | „Le jour d’après”                                     | 7   | 6  | 24 | Dis-moi que tu m'aimes |
| 2004                         | „Je ne sais pas son nom”                              | 12  | 13 | –  | Dis-moi que tu m'aimes |
| 2005                         | „Je viens du sud”                                     | 2   | 2  | 27 | Dis-moi que tu m'aimes |
| 2005                         | „Retomber amoureux”                                   | 11  | 8  | 38 | Dis-moi que tu m'aimes |
| 2005                         | „Dis-moi que tu m’aimes”                              | 23  | 30 | 50 | Dis-moi que tu m'aimes |
| 2006                         | „Tellement Beau”                                      | 15  | 15 | –  | Le Miroir              |
| 2010                         | „Laisse-les dire”                                     | –   | –  | –  | Laisse-les dire        |
| 2010                         | „En équilibre”                                        | –   | –  | –  | Laisse-les dire        |
| 2010                         | „Plus de devoirs que de droits”                       | –   | –  | –  | Laisse-les dire        |
| 2010                         | „D’une fille à sa mère”                               | –   | –  | –  | Laisse-les dire        |
| 2011                         | „Ma liberté”                                          | 168 | –  | –  | Gospel & Soul          |
| 2011                         | „Parlez-moi de lui”                                   | 85  | 42 | –  | Gospel & Soul          |
| 2011                         | „Ain’t No Mountain High Enough” (wraz z Billy Paulem) | –   | –  | –  | Gospel & Soul          |
| 2012                         | „Ma liberté”                                          | 168 | –  | –  | Gospel & Soul          |
| 2014                         | „Mes silences”                                        | 139 | –  | –  | –                      |
| 2015                         | „Elle vit”                                            | –   | –  | –  | Au-delà des maux       |
| 2018                         | „Là-haut”                                             | –   | –  | –  | –                      |
| „–” singel nie był notowany. |                                                       |     |    |    |                        |